# カレハガ
カレハガ（枯葉蛾、学名 : Gastropacha orientalis）とは、チョウ目カレハガ科に属するガの一種及びその総称である。本項ではその一種カレハガについて記載する。

## 分布
日本全国に分布。

## 形態
全翅長オス40 - 50 mm、メス80 mm。その名の通り枯葉にそっくりなガ。木の枝にとまっていると、枯葉がぶら下がっているように見える。幼虫は灰色の地味な毛虫。毒針毛の束が頭部付近に2束並んでいる。刺激を受けると、この束は膨らむ。毒針毛は繭にもあるが、成虫にはない。また、卵にもないらしい。

## 食草
サクラやウメなどを食草とする。